# 1652
- Wikisource

| Calendário gregoriano                                                        | 1652 MDCLII                         |
| Ab urbe condita                                                              | 2405                                |
| Calendário arménio                                                           | 1101 – 1102                         |
| Calendário bahá'í                                                            | -192 – -191                         |
| Calendário budista                                                           | 2196                                |
| Calendário chinês                                                            | 4348 – 4349 Início a 9 de fevereiro |
| Calendário copta                                                             | 1368 – 1369                         |
| Calendário etíope                                                            | 1644 – 1645                         |
| Calendários hindus - Vikram Samvat - Calendário nacional indiano - Cáli Iuga | 1707 – 1708 1573 – 1574 4752 – 4753 |
| Calendário Holoceno                                                          | 11652                               |
| Calendário islâmico                                                          | 1062 – 1063                         |
| Calendário judaico                                                           | 5412 – 5413                         |
| Calendário persa                                                             | 1030 – 1031                         |
| Calendário rúnico                                                            | 1902                                |
| Calendário solar tailandês                                                   | 2195                                |

1652 (MDCLII, na numeração romana)  foi um ano bissexto do século XVII do actual Calendário Gregoriano, da Era de Cristo,  e as suas letras dominicais foram  G e F (52 semanas), teve início a uma segunda-feira e terminou a uma terça-feira.
| Ano completo                            |
| --------------------------------------- |
| Ano bissexto com início à segunda-feira |

## Eventos
- A Holanda declarou guerra aos ingleses

### Abril
- 6 de abril - O navegante holandês Jan van Riebeeck estabelece um posto de reabastecimento no Cabo da Boa Esperança; o posto se tornará por fim a Cidade do Cabo.

### Outubro
- 19 de outubro - Erupção do Pico do Fogo, ilha de São Miguel, Açores, Após uma semana de violentos sismos, que fizeram estragos na freguesia da Lagoa e em Ponta Delgada, iniciou-se uma erupção estromboliana, embora com episódios vulcanianos, próximo de um cone já existente, criando um novo cone de bagacinas. Uma escoada de lava basáltica aproximou-se das Calhetas e outra do lugar dos Portões Vermelhos. A erupção durou 15 dias e produziu grandes estragos.

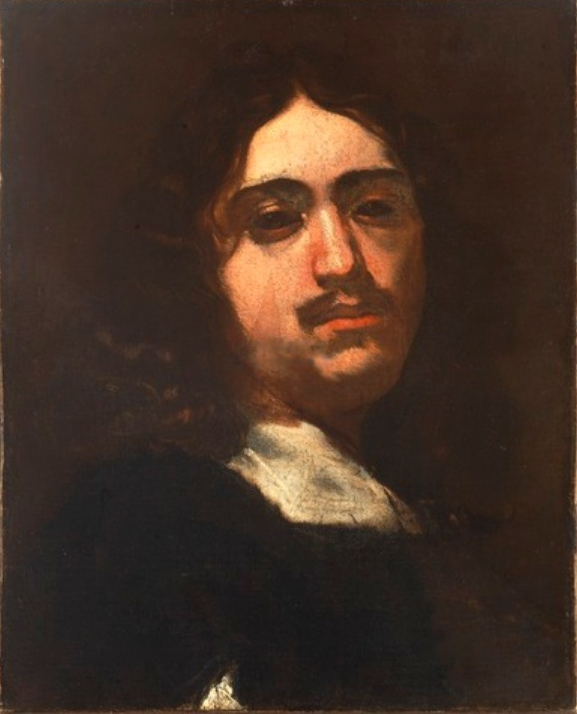
Retrato de José de Ribera, pintor espanhol (1591-1652), também conhecido como Giuseppe Ribera ou Jusepe de Ribera, por alcunha «El Españolito». Biblioteca Nacional de Espanha, Madrid.

## Nascimentos
- 7 de abril - Papa Clemente XII (m. 1740)
- (?) - Nuno Marques Pereira, padre e escritor luso-brasileiro do barroco (m. 1728).

## Mortes
- 20 de abril ou 21 de Abril em Roma -Pietro della Valle, navegador italiano.
- 14 de julho - Otto van Heurn, médico, teólogo e filósofo holandês (n. 1577).
- 2 de setembro - José de Ribera, pintor espanhol (n. 1591).